# Città ferroviaria

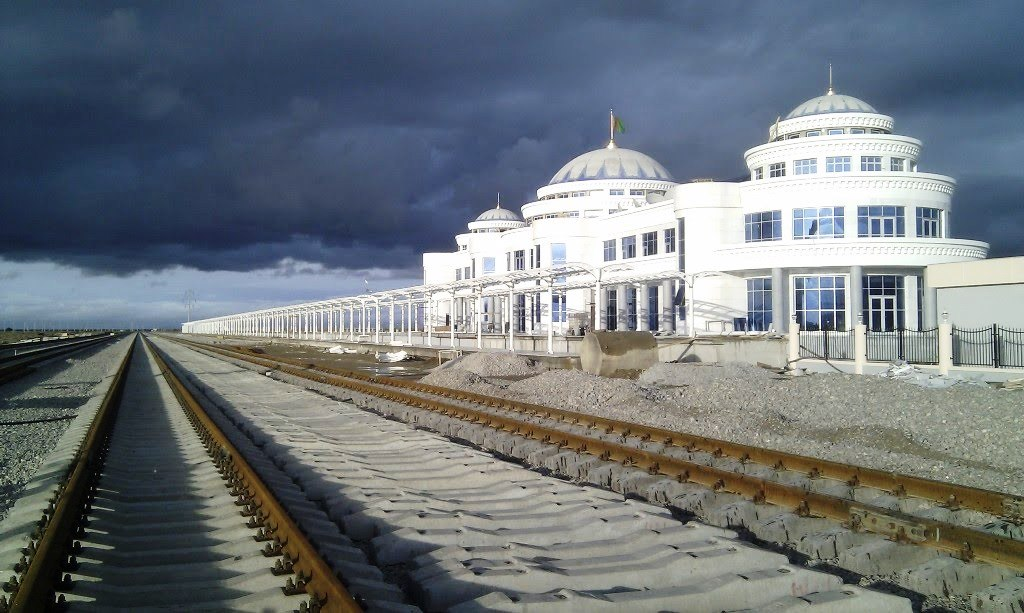
Bereket (Kazandzhik) nel Turkmenistan. La città nacque in seguito alla costruzione nei suoi pressi della stazione ferroviaria nel 1885. La città è ora un importante crocevia della vecchia ferrovia Transcaspiana e del nuovo International North-South Transport Corridor

Una città ferroviaria è un insediamento che ha avuto origine o è stato notevolmente sviluppato nei pressi di una stazione ferroviaria.

## Nord America
Durante la costruzione della First Transcontinental Railroad negli anni 1860, le città temporanee, dette hell on wheels ("inferno su ruote" in inglese), erano costituite per la maggior parte da tende, mentre la Union Pacific Railroad stava costruendo la sua linea in direzione ovest. La maggior parte di queste furono abbandonate, ma alcune divennero degli insediamenti veri e propri.
Negli anni 1870, nel Kansas sorsero le cosiddette boomtown. Alcune di queste, furono dei capolinea per uno o due anni. Tuttavia, tutte queste caddero in declino in seguito all'espansione della linea ferroviaria a ovest, con la presenza complice della pista Chisholm.
Chicago e Los Angeles sono tra le due città ferroviarie più importanti, sviluppandosi da piccoli centri abitati a importanti metropoli.
Altre ancora, come ad esempio Sayre in Pennsylvania e Atlanta in Georgia, sono nate come città aziendali costruite dalla ferrovia in zone dove non erano presenti insediamenti.
Nel Canada occidentale, le città ferroviarie erano associate al fenomeno dei bordelli e della prostituzione. Per tale motivo, le compagnie ferroviarie crearono dei centri dell'YMCA alla fine del XIX secolo, al fine di contrastare tale accezione negativa.

### Ruolo nella speculazione immobiliare
In alcuni casi, la compagnia ferroviaria fondava la città anche quando nelle vicinanze ne esisteva già un'altra, spesso servendosi di società edilizie. Solitamente, gli abitanti della vicina città si trasferivano in quella fondata dalla ferrovia, generando grossi introiti per le società edilizie e per la compagnia ferroviaria. I lotti vicini alla stazione venivano venduti a prezzi alti, spesso prima ancora che la ferrovia venisse costruita e arrivasse nella nuova città.
Un esempio di questo è Durango, nel Colorado. Nella primavera del 1880, William Bell della Denver & Rio Grande Railroad ispezionò l'area della contea di La Plata, vicino ad Animas City e lungo il fiume Animas. Dopo il fallimento delle trattative per l'acquisto dei terreni dai proprietari locali, Bell acquistò dei terreni lungo il corso del fiume a minor prezzo, intestandole successivamente alla Durango Land and Coal Company. Entro la fine dell'anno, un giornale locale di Durango annunciava che "tutta Animas City si sta trasferendo a Durango tanto velocemente quanto si riesce a trovare dove vivere." La popolazione, all'epoca stimata tra le 2 500 e le 3 000 persone, riempirono la piccola "città di scatole", dove gli unici edifici esistenti erano i saloon, le sale da ballo e i negozi.
Quando la ferrovia arrivò nell'agosto 1881, il treno si fermava a Durango e non ad Animas City. La linea fu poi costruita sopra il fiume Animas, raggiungendo Silverton nel luglio 1882, oltrepassando Animas City. Quest'ultima divenne un sobborgo di Durango, prima di essere annessa nella Durango stessa nel 1948. La Durango and Silverton Narrow Gauge Railroad, una ferrovia turistica che prese il posto della Denver & Rio Grande Railroad nella contea di La Plata, passa ancora vicino al sito della città.

## Europa
In Danimarca, Svezia e Norvegia, un concetto simile è quello della stationsby ("città della stazione"). Le stationsby sono città rurali che si sono sviluppate attorno a una linea ferroviaria, ma erano basate su cooperative agricole e comunità artigiane, e non sull'industria ferroviaria.

### Regno Unito
Nell'Inghilterra vittoriana, la diffusione delle ferrovie cambiò radicalmente il destino di molte città di piccole dimensioni. Mentre Peterborough ee Swindon divennero famose grazie al fatto di essere su una linea ferroviaria, città come Frome e Kendal rimasero città minori a causa del fatto che vennero ignorate dalle linee ferroviarie principali. In alcuni casi, città vennero costruite da zero nei pressi dei cantieri delle ferrovie: Middlesbrough fu la prima città costruita da zero a causa delle ferrovie, esplodendo da un piccolo villaggio di 40 abitanti in un porto industriale dopo che la Stockton and Darlington Railway fu estesa nel 1830. A Wolverton non c'erano altro che campi prima del 1838, e nel 1844 contava 1 500 persone. Ashford (nel Kent), Doncaster e Neasden sono altri esempi di città ferroviarie sorte nel primo periodo dello sviluppo delle ferrovie.
Crewe crebbe notevolmente dopo che la Grand Junction Railway Company raggiunse la zona nel 1843: le due città rurali che divennero Crewe avevano una popolazione di 500 nel 1841, e nel 1900 la popolazione aveva superato le 40 000 unità. La città ferroviaria di New Swindon scalzò la preesistente città confinante quando la Great Western Railway raggiunse la zona: una città di mercato che nel 1840 contava 2 000 persone divenne una città ferroviaria di 50 000 abitanti nel 1905. Le ferrovie divennero importanti datori di lavoro: nel 1977 a Crewe 6 000 persone lavoravano per le ferrovie, e già nel 1905 il numero corrispondente a Swindon era 14 000.
Le città ferroviarie crebbero nella maggior parte dei casi nel segno del paternalismo industriale: la compagnia ferroviaria costruiva e manteneva gli edifici residenziali, le scuole, gli ospedali, le chiese e gli edifici pubblici per i propri operai, in modo simile a quando accadeva a Bourneville, nata sotto il patrocinio dell'azienda di dolciumi e cioccolata Cadbury. a Swindon, il controllo esercitato sui lavoratori dalla società ferroviaria era "rigido e privo di ingegno". In queste città, gli scioperi erano rari perché la forza lavoro locale dipendeva quasi interamente sulla società ferroviaria. La politica locale era dominata da figure legate alla ferrovia, come illustrano gli esempi di George Leeman a York e dell'Independent Railway Company Party a Crewe (legato a Francis Webb). L'ingegnere capo della Great Western Railway, Daniel Gooch, fu il membro per Swindon della Camera dei Comuni per vent'anni.
Dopo i primi decenni, durante i quali c'era stato un afflusso di migliaia di operai dal resto del paese e la maggior parte delle attività sociali e della vita pubblica erano organizzate sotto l'egida della ferrovia, Crewe iniziò ad affrancarsi dalla società fondatrice. In particolare la creazione di un consiglio comunale nel 1877 segnò il calo dell'influenza della società ferroviaria, che iniziò a considerare il finanziamento dei progetti cittadini come un problema del comune. I lavoratori iniziarono a organizzare indipendentemente le proprie istituzioni, tra cui club, sindacati e cooperative per ottenere l'indipendenza dalla società ferroviaria; tutto questo si evolse nel tempo in un rapporto di opposizione politica.

### Germania
In Germania esistono tante città ferroviarie. Per esempio:
- Bebra
- Falkenberg/Elster
- Hamm
- Lehrte
- Treuchtlingen

Un altro nodo importante per il rete ferroviario tedesco era il villaggio di Krzyż Wielkopolski (in tedesco: Kreuz (Ostbahn)). Ora lo è in Polonia.